# Edmond (Oklahoma)
Edmond is een plaats (city) in de Amerikaanse staat Oklahoma, en valt bestuurlijk gezien onder Oklahoma County.

## Demografie
Bij de volkstelling in 2000 werd het aantal inwoners vastgesteld op 68.315.
In 2006 is het aantal inwoners door het United States Census Bureau geschat op 76.644, een stijging van 8329 (12.2%).

## Geografie
Volgens het United States Census Bureau beslaat de plaats een oppervlakte van
227,8 km², waarvan 220,5 km² land en 7,3 km² water. Edmond ligt op ongeveer 367 m boven zeeniveau.

## Plaatsen in de nabije omgeving
De onderstaande figuur toont nabijgelegen plaatsen in een straal van 20 km rond Edmond.

## Geboren
- Mat Hoffman (9 januari 1972), fietscrosser
- Hayley McFarland (29 maart 1991), actrice